# 牛津大學黑衣修士院
黑衣修士院（Blackfriars）是牛津大學下的一個永久私人學堂。下含三個職司不同的機構，即聖靈小修道院（Priory of the Holy Spirit）、英格蘭多明我會神學研究中心Blackfriars Studium和牛津大學的教育機構黑衣修士堂（Blackfriars Hall）。Blackfriars其實是英格蘭多明我會建築的常用名，因此雷同者很多。
因為是永久私人學堂，故黑衣修士院並不是由牛津大學，而是由英格蘭的多明我會管理的。是英國研究托馬斯·阿奎那神學和哲學的中心機構。男女兼收，有神學和PPE的本科和各種研究生課程。

## 歷史
1221年8月15日，多明我會抵達牛津并建立了黑衣修士院。但後來由於英格蘭宗教改革，多明我會離開英格蘭，因而黑衣修士院也被廢棄長達四百年。直到1921年才在原址重新建立。1994年被認定為永久私人學堂。

## 學術

### 課程
黑衣修士院提供受聖托馬斯·阿奎那宗座大學認可的天主教神職培訓課程，授予神學學士學位。此外，黑衣修士院的Studium提供的天主教神學課程分為一年和兩年兩種，畢業者可獲得牛津大學文憑或教牧神學證書。

## 外部連結
- Blackfriars Hall website （页面存档备份，存于）